# Yucca schidigera
A Yucca schidigera (Mojave jukka) virágzó, örökzöld növény az Agavaceae családból.

## Előfordulása
A kietlen délkelet-kaliforniai Mojave-sivatagban és a Sonora-sivatagban őshonos.

## Életmódja
Eredeti élőhelyén szélsőséges klimatikus viszonyok határozzák meg a mindennapi életet. Nappali hőség, éjszakai hideg, olykor évekig tartó csapadékmentes időszakok jellemzik a dél-nevadai klímát. A túlélés érdekében a Yucca schidigera számos olyan, élettani szempontból fontos anyagot raktároz el magában,  mint a szaponinok, flavonoidok és a resveratrol, amely által a szívós, túlélővé edzett növény képes az élet fenntartásához. Az őshonos indiánok a Yucca schidigerát az élet fenntartásához és az ellenálló-képességhez szükséges anyagok rendkívül magas koncentrációja miatt az „Élet Fája” néven tisztelik és évszázadok óta használják táplálkozásuk kiegészítésére.

## Galéria

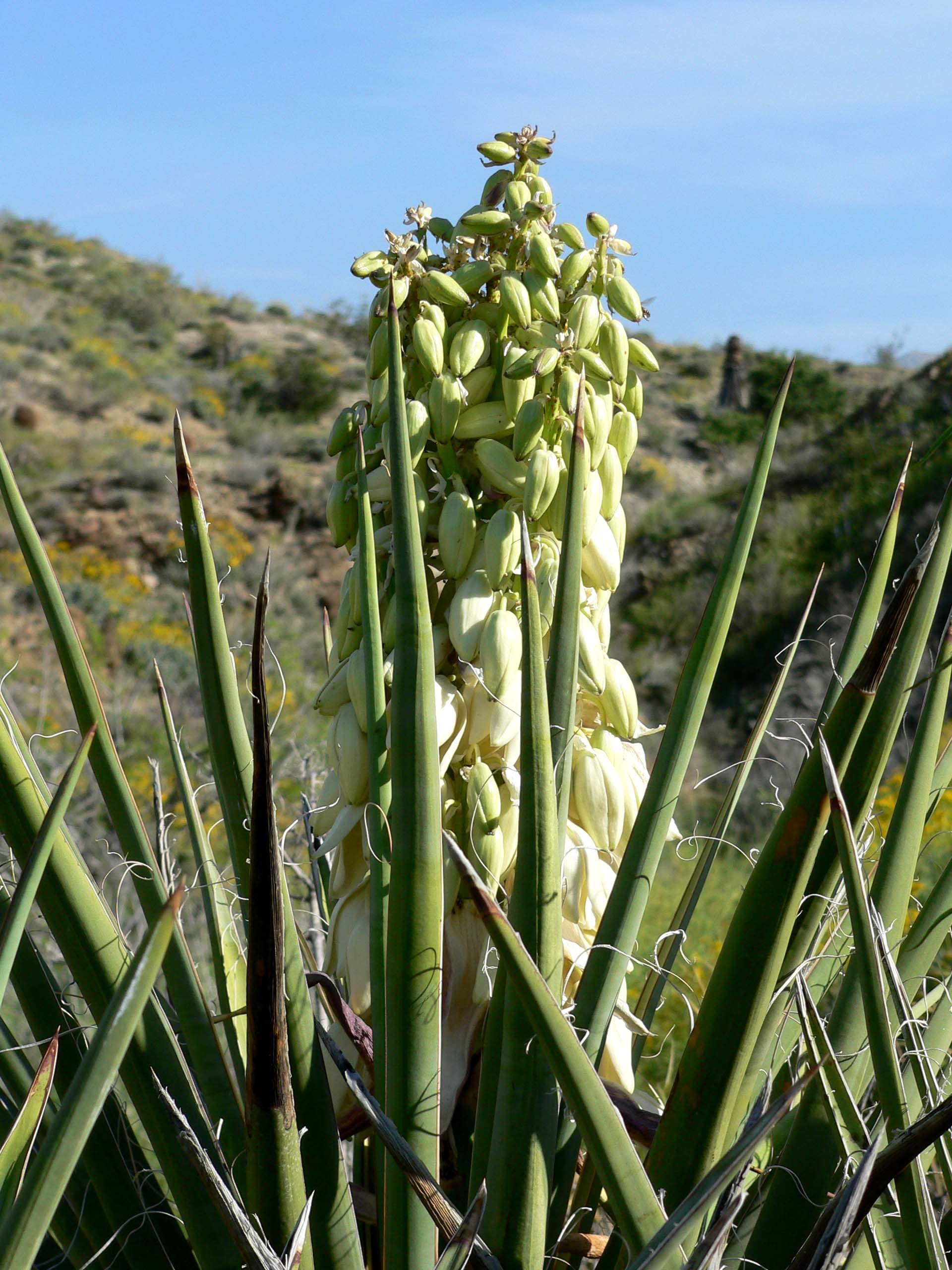
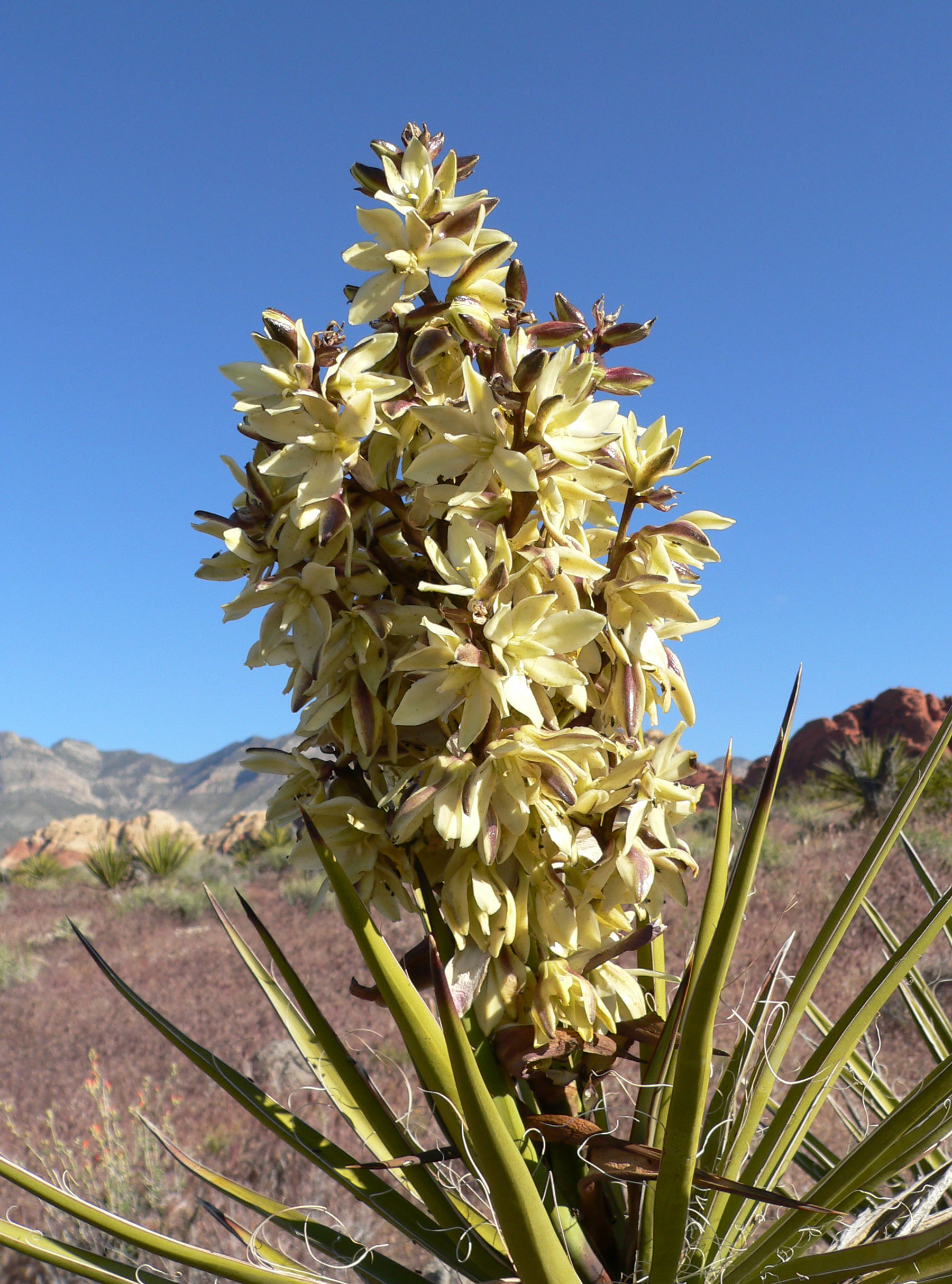
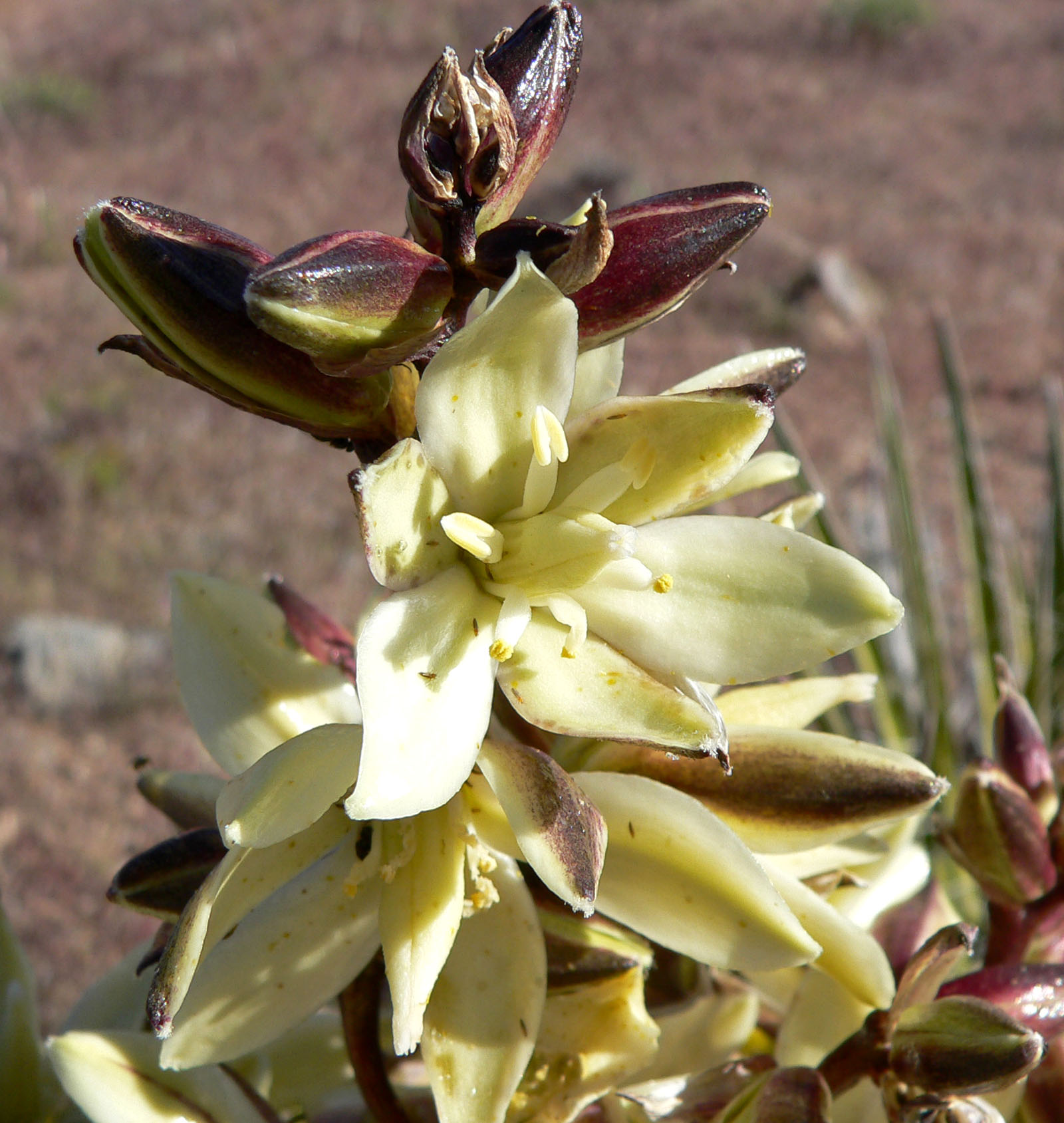
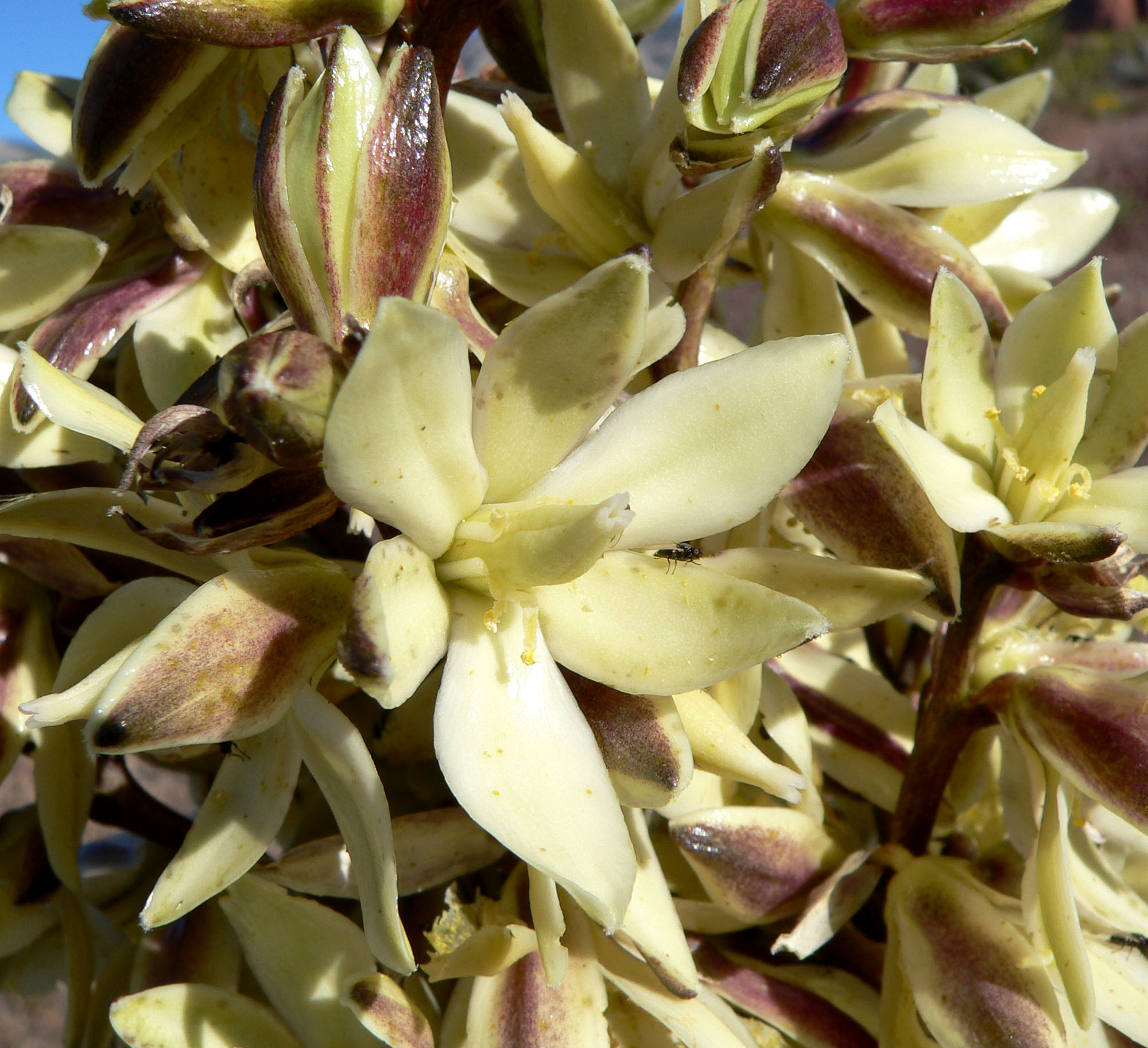
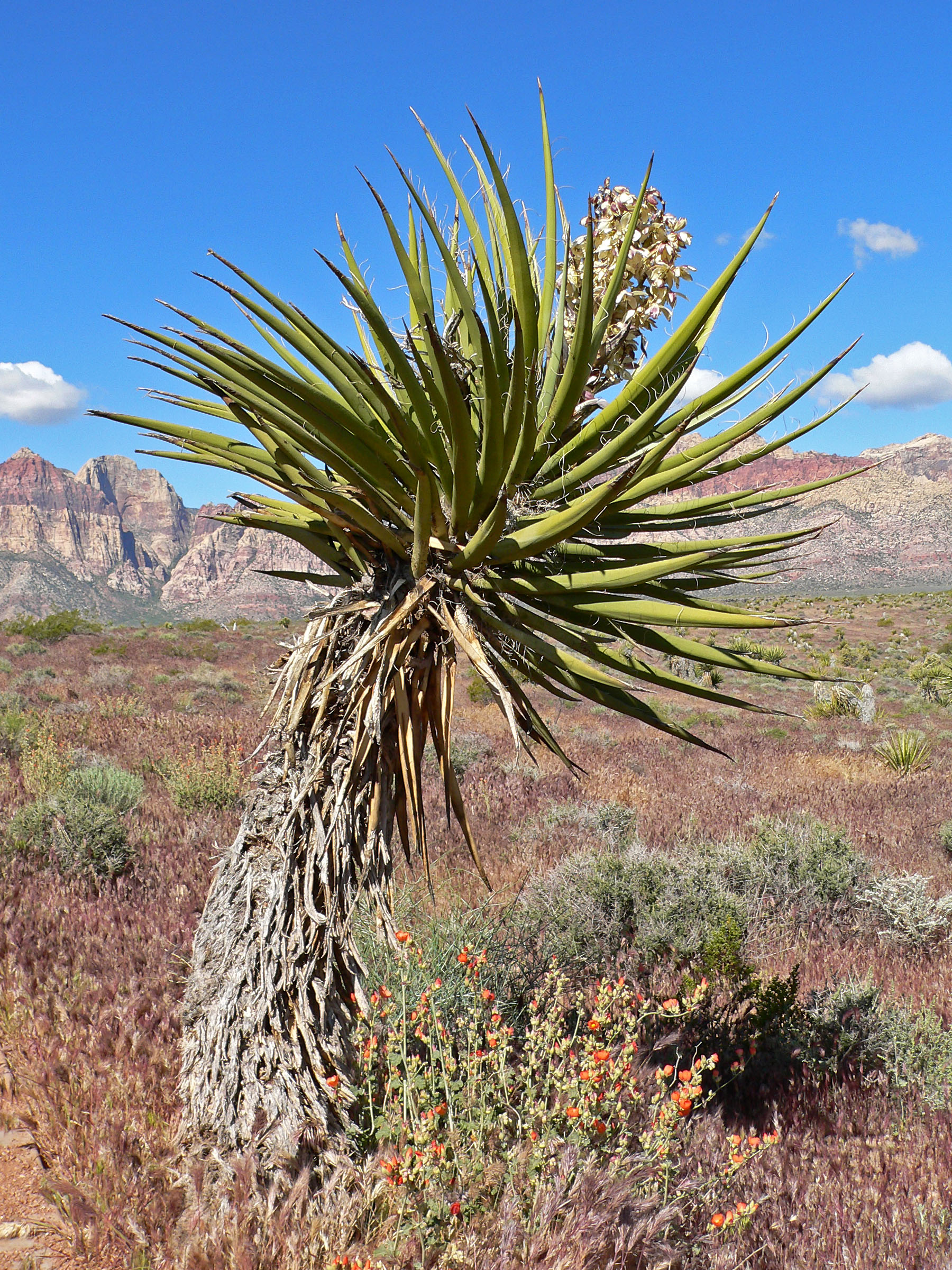
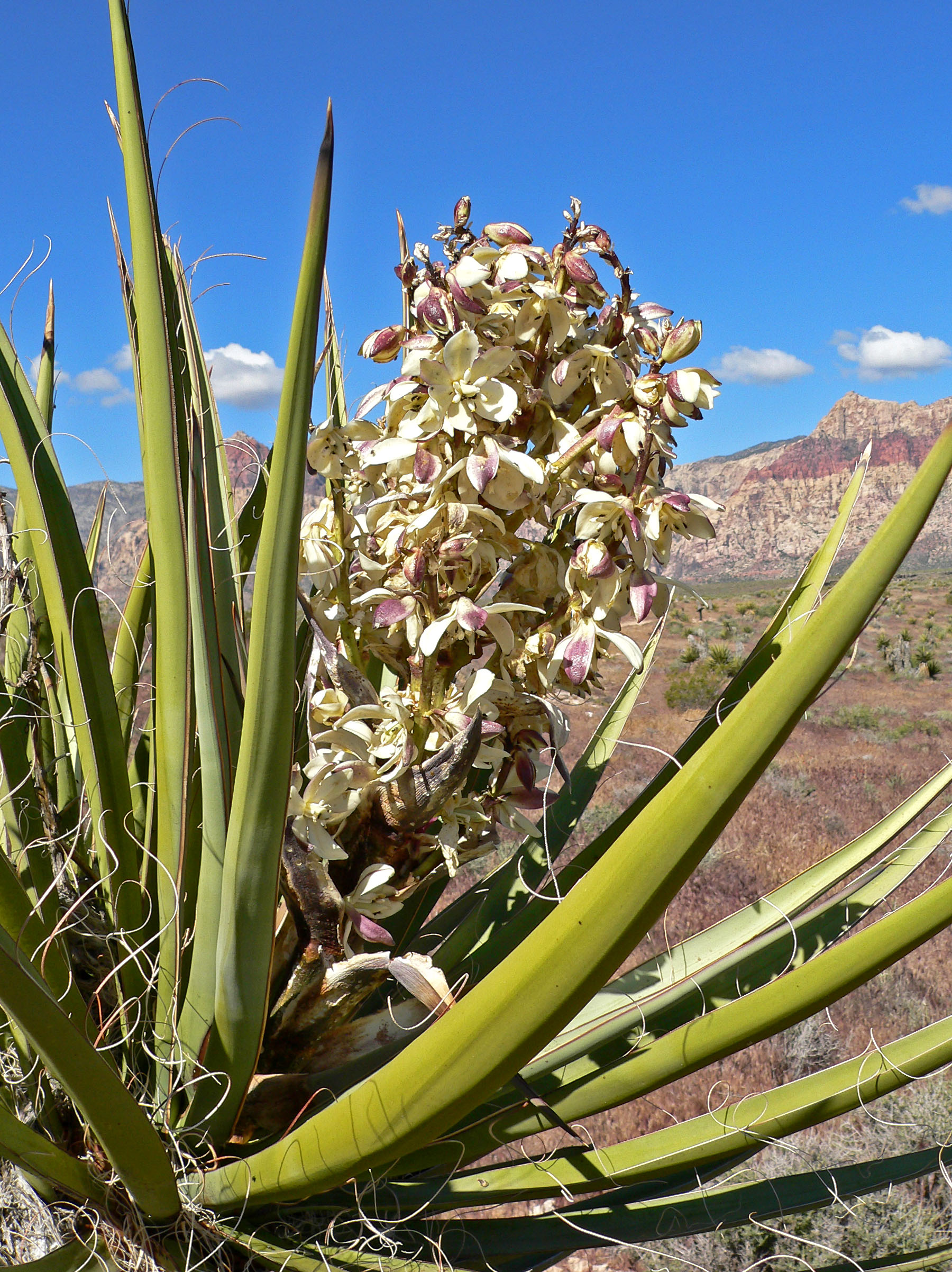
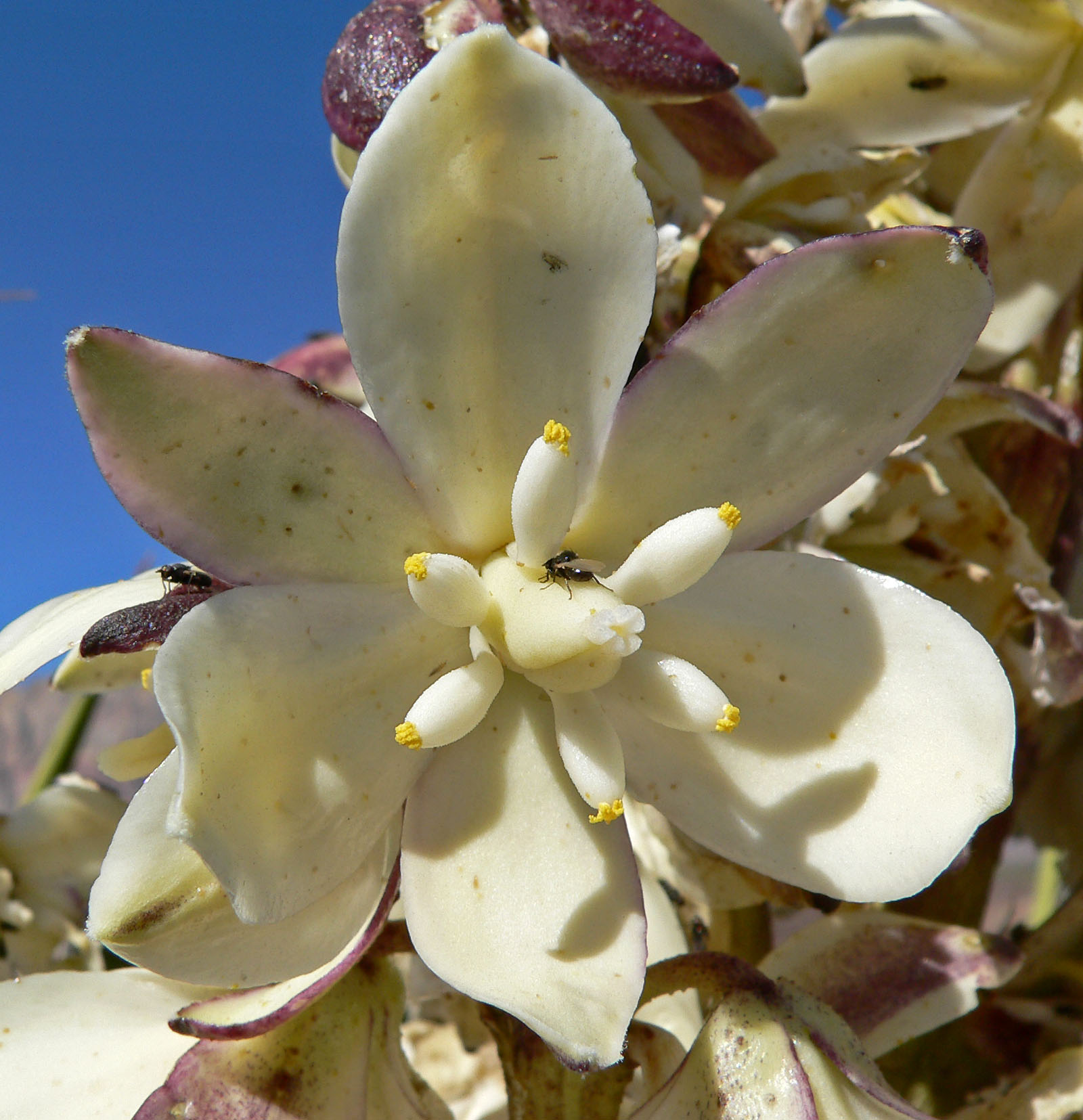
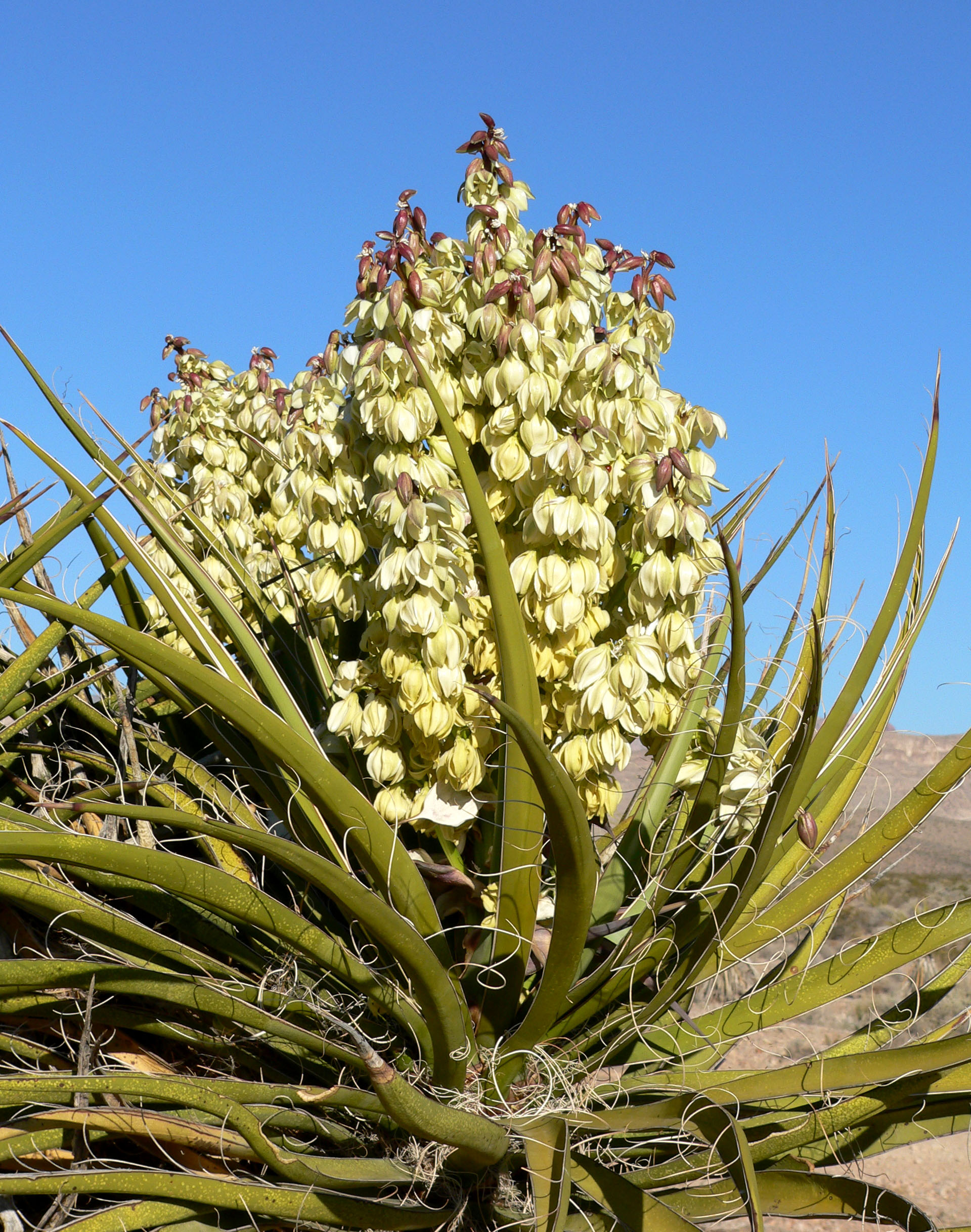
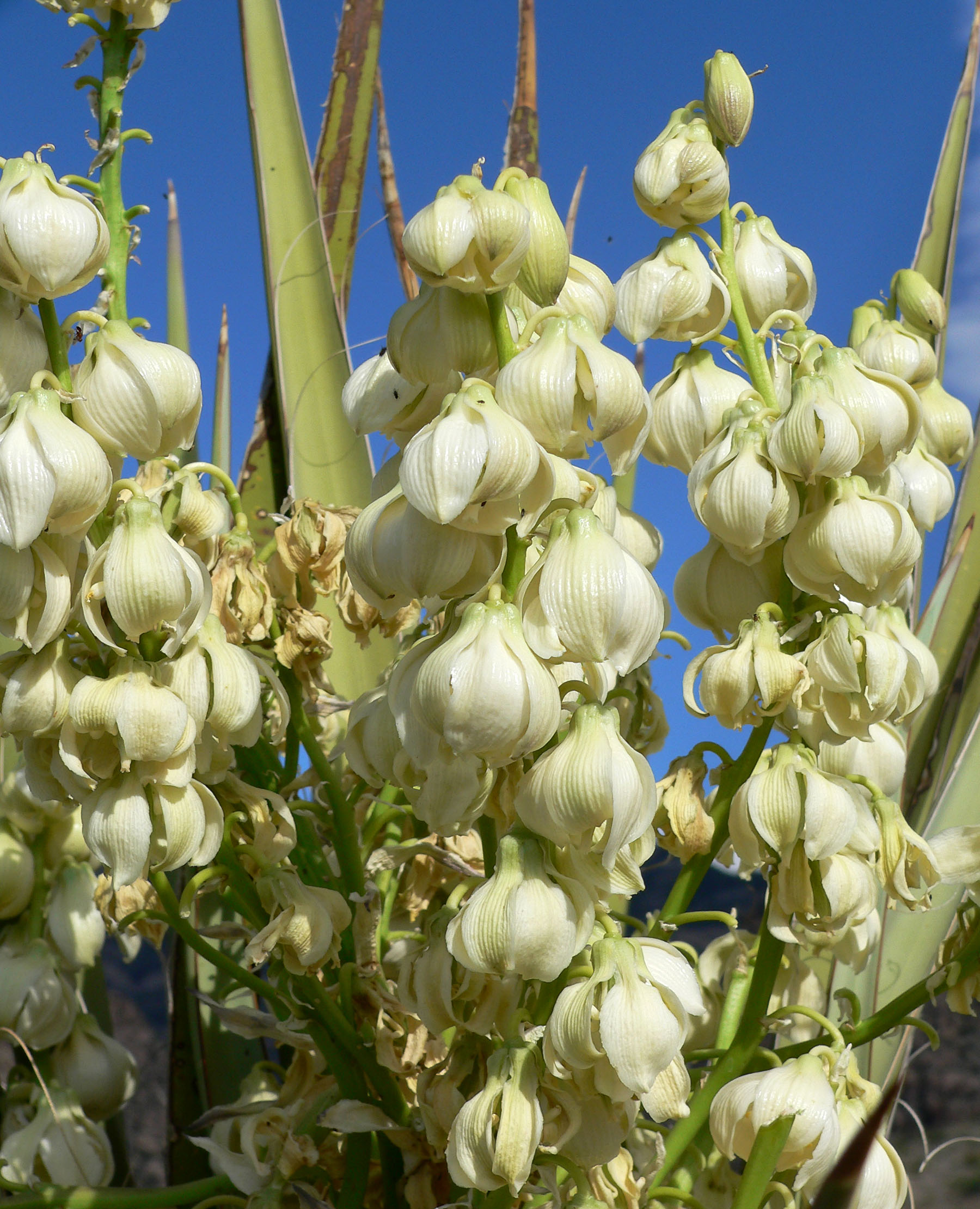
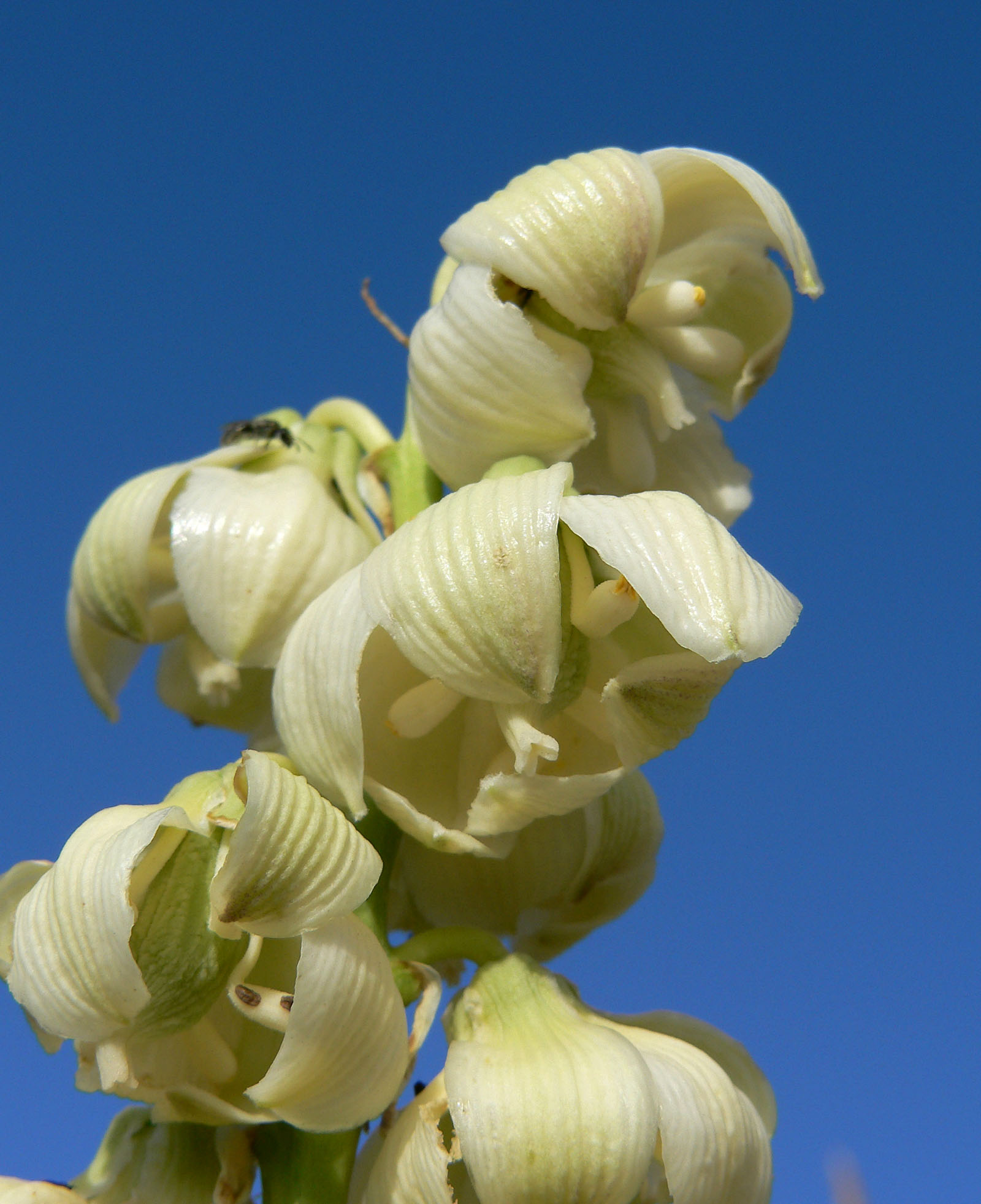
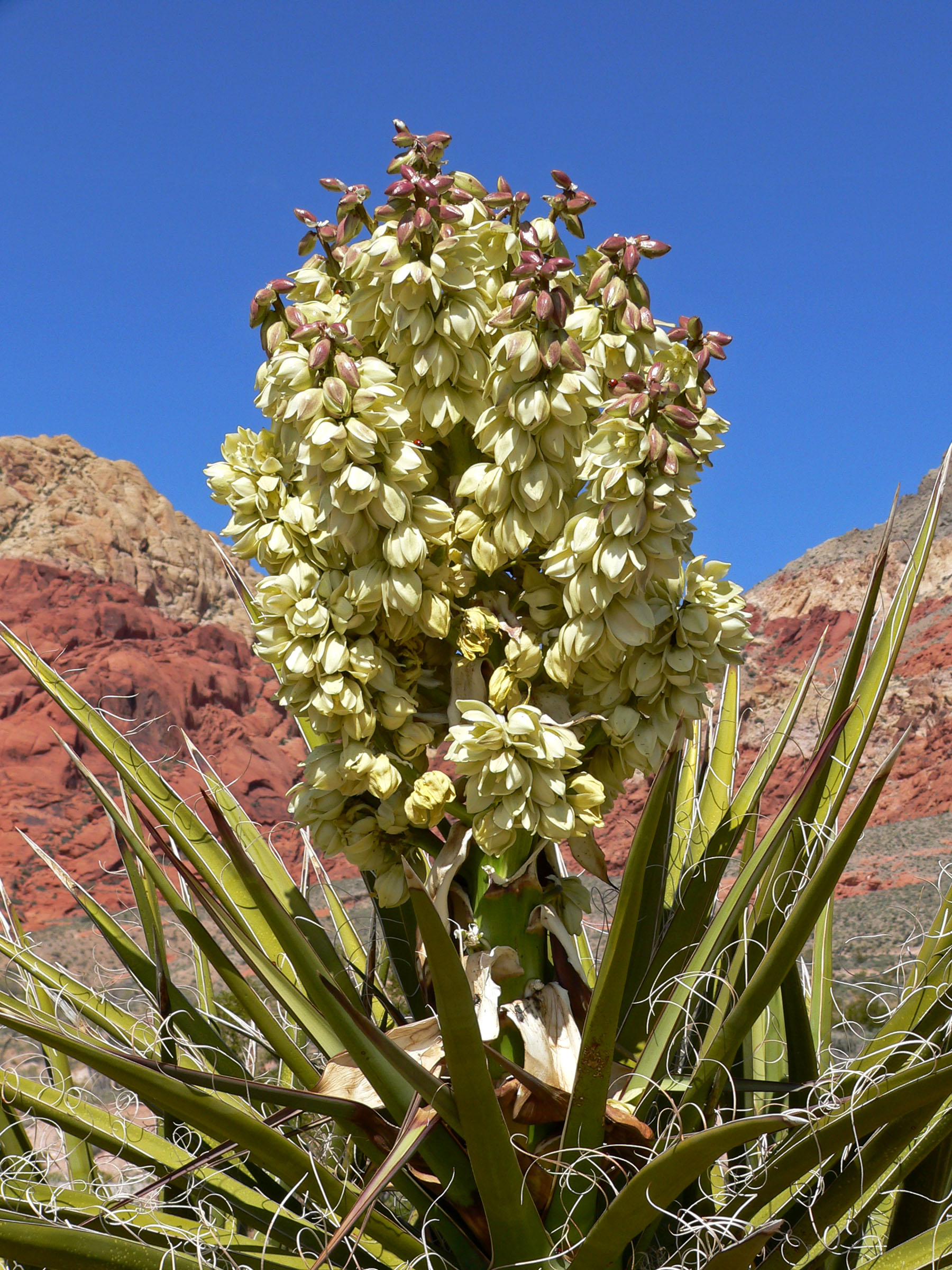